# HW-02G
Wi-Fi STATION HW-02G（ワイファイステーション エイチダブリューゼロニジー）は、ファーウエイ・テクノロジーズによって開発された、NTTドコモの第3.9世代移動通信システム、LTE通信サービスXi（クロッシィ）と第4世代移動通信システム（PREMIUM 4G）に対応したモバイルWiFiルータ端末で、その他にFOMAハイスピードや公衆無線LAN接続を使ってWi-Fi通信が可能である。

## 概要
ファーウエイがHW-01F以来となるNTTドコモ向けに開発したモバイルWiFiルータとなる。LTE-Advancedの技術として、複数の周波数帯を束ねて利用するキャリアアグリゲーションに対応し、理論値で下り最大225Mbpsの高速通信に対応しているのが特徴。またLTEで下り最大150Mbps／上り最大50Mbpsの超高速通信や800MHz、1.5GHz、1.7GHz、2GHzの4種のLTEにも対応している。docomo Wi-Fiといった公衆無線LANを利用することも可能となっている。
無線LANはLAN側、WAN側ともにIEEE802.11a/b/g/nに加え、acもサポートしており、さらにWi-Fiでは従来の2.4GHz帯に加えて、一般的に干渉が少なく、快適に通信できる5GHz帯もサポートしているため、場所を問わず安定した高速通信が可能となっている。
標準セットにはクレードルが同梱されており、有線LANを接続可能で、クレードル装着時は、高出力Wi-Fi送信に自動で切り替わる。これにより自宅の離れた部屋でも快適な通信が可能となる。
ディスプレーは、タッチパネルを搭載した約2.4インチのカラー液晶を採用し、電波状況やバッテリー残量、接続台数、利用したデータ通信量やSSIDなどの各種情報が確認可能なほか、パソコンやスマートフォンを使わずに、端末単体の操作だけで接続先や省電力の設定変更などの操作も行える。本機種ではシンプルなユーザインタフェースにより、本体の操作性が向上し、SSID、パスワードなど設定の確認や変更が行いやすくなっている。
ルーターがスリープ状態になっても、スマートフォンからBluetoothを利用して、遠隔解除することができる「スリープモード遠隔解除機能」を搭載している。
バッテリー容量は2400mAhで、LTE-Advanced使用時でも約8時間の連続通信が可能なため、外出時でも安心して利用できる。

## 歴史
- 2014年9月30日 - NTTドコモより発表。予約開始。
- 2015年2月18日 - 発売開始[1]。